# رنو فلوئنس
رنو فلوئنس (به انگلیسی: Renault Fluence) خودرویی است که از سال ۲۰۰۹ تا ۲۰۱۶ در بورسا (ترکیه) و آرژانتین تولید شده است. این خودرو در کلاس خودرو کامپکت قرار گرفته، طول آن در حالت طبیعی ۴٬۶۱۸ میلیمتر (۱۸۱٫۸ اینچ)، عرض آن در حالت طبیعی ۱٬۸۰۹ میلیمتر (۷۱٫۲ اینچ) و ارتفاع آن در حالت طبیعی ۱٬۴۷۸ میلیمتر (۵۸٫۲ اینچ) و وزن آن در حالت طبیعی ۱٬۲۲۵–۱٬۲۷۷ کیلوگرم (۲٬۷۰۱–۲٬۸۱۵ پوند) است. سیستم جعبه‌دندهٔ آن ۴ دنده به دو صورت خودکار و دستی است. این خودرو در اصل مدل سدان رنو مگان نسل سوم است.
فلوئنس یک خودروی خانوادگی سدان است که از سال ۲۰۰۹ توسط شرکت رنو طراحی و تولید شده است. رنو این خودرو را تا سال ۲۰۱۶ در سایت تولیدی اویاک رنو در شهر بورسای ترکیه تولید می‌کرد. البته تولید این محصول تا سال ۲۰۱۸ برای عرضه در بازار آرژانتین در سایت سانتا ایزابل این کشور ادامه داشت. تولید مدل برقی آن نیز تا سال ۲۰۲۰ در سایت تولیدی رنو در بوسان کره جنوبی ادامه داشت. این خودرو در سایت تولیدی‌های رنو کشورهای هند، مالزی و روسیه هم مونتاژ می‌شد.

## بررسی اجمالی

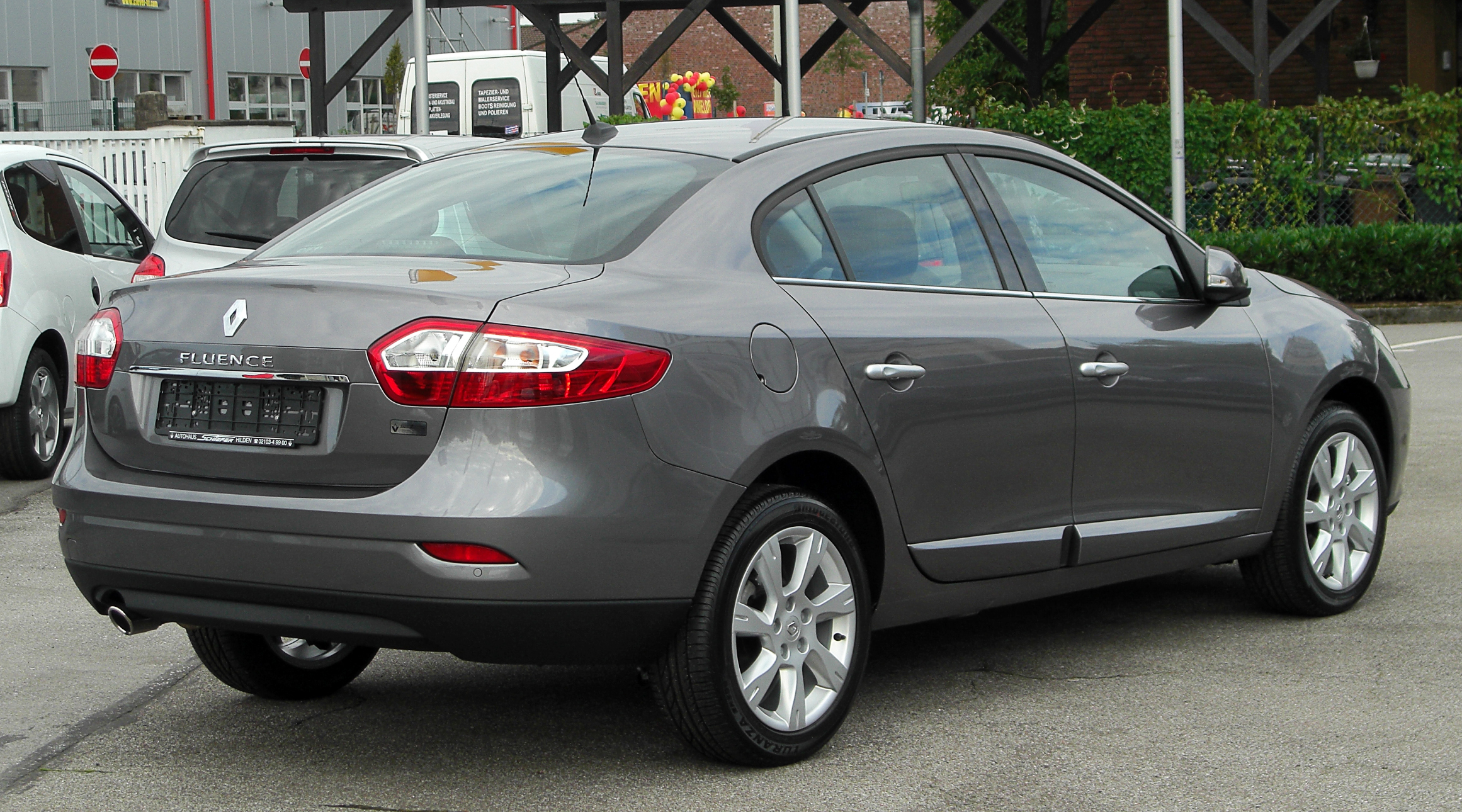
نمای عقب

رنو در اوت سال ۲۰۰۹ از این محصول خود رونمایی کرد. رنو فلوئنس یک خودروی موتور جلوی تک دیفرانسیل است که بر پایه پلتفرم C که به صورت مشترک توسط رنو و نیسان ساخته شده تولید می‌شد. این خودرو ۴۶۱۸ میلیمتر طول، ۱۸۰۹ میلیمتر عرض و ۱۴۷۸ میلیمتر ارتفاع دارد و فاصله دو محور آن از یکدیگر نیز ۲۷۰۲ میلیمتر است. این خودرو چندی پس از معرفی نسل سوم رنو مگان به بازار معرفی شد.

## پیشرانه‌ها
این خودرو در ابتدا با دو موتور بنزینی به خریداران پیشنهاد شد:
- موتور بنزینی ۱۶۰۰ سی‌سی با توان تولید ۱۱۰ اسب بخار قدرت
- موتور بنزینی ۲۰۰۰ سی‌سی با توان تولید ۱۴۰ اسب بخار قدرت که جعبه‌دنده متغیر پیوسته به صورت انتخابی با آن قابل عرضه بود.

شرکت رنو این محصول خودرو را با موتور دیزلی هم به بازار ارائه داد. این خودرو از یک موتور ۱٫۵ لیتری dCi بهره می‌برد که بسته به مدل خریداری شده توان تولید ۸۵، ۹۰، ۱۰۵ و ۱۱۰ اسب بخار قدرت را داشتند. این نکته هم شایان ذکر است که مدل ۱۱۰ اسب بخاری به سیستم انتقال قدرت کلاچ دوگانه رنو موسوم به EDC مجهز شده بود.

## مدل‌ها

### رنو سامسونگ اس‌ام۳
رنو فلوئنس توسط رنو سامسونگ موتورز با نام رنو سامسونگ اس‌ام۳ در بازار کره جنوبی عرضه می‌شود. رنو سامسونگ موتورز برای اولین در نمایشگاه خودروی سئول در سال ۲۰۰۹ از این خودرو رونمایی کرد.

### فلوئنس جی‌تی

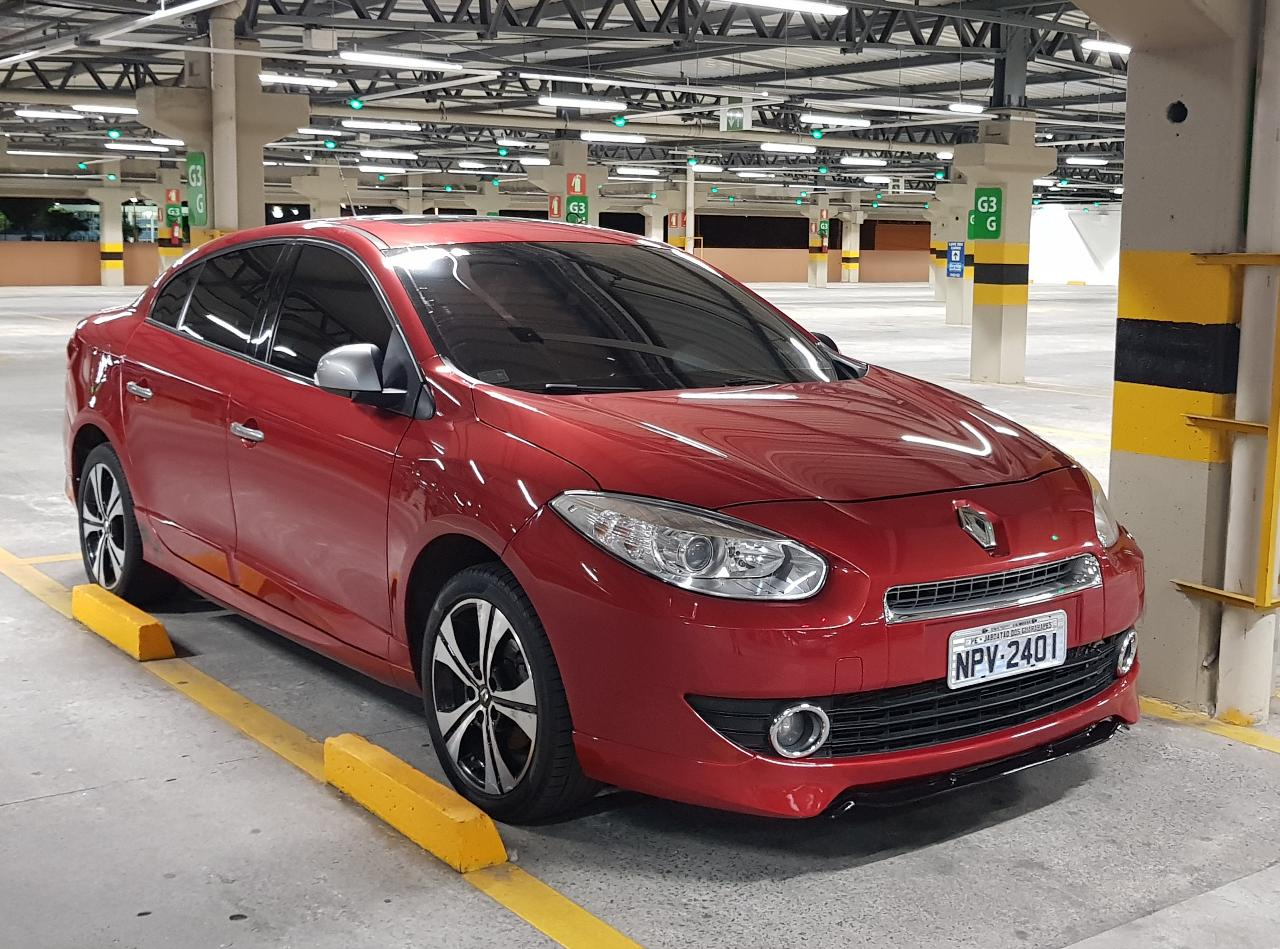
رنو فلوئنس جی‌تی

بخش رنو اسپورت گروه رنو چندی پس از عرضه رنو فلوئنس نسخه اسپورت آن را برای بازارهای آرژانتین و برزیل با نام فلوئنس جی‌تی آماده کرد که از یک موتور ۲ لیتری ۱۸۰ اسب بخاری به نام Renault TCe 180 استفاده می‌کرد و با جعبه دنده ۶ سرعته دستی نیز همراه شده بود.

### فلوئنس زدئی

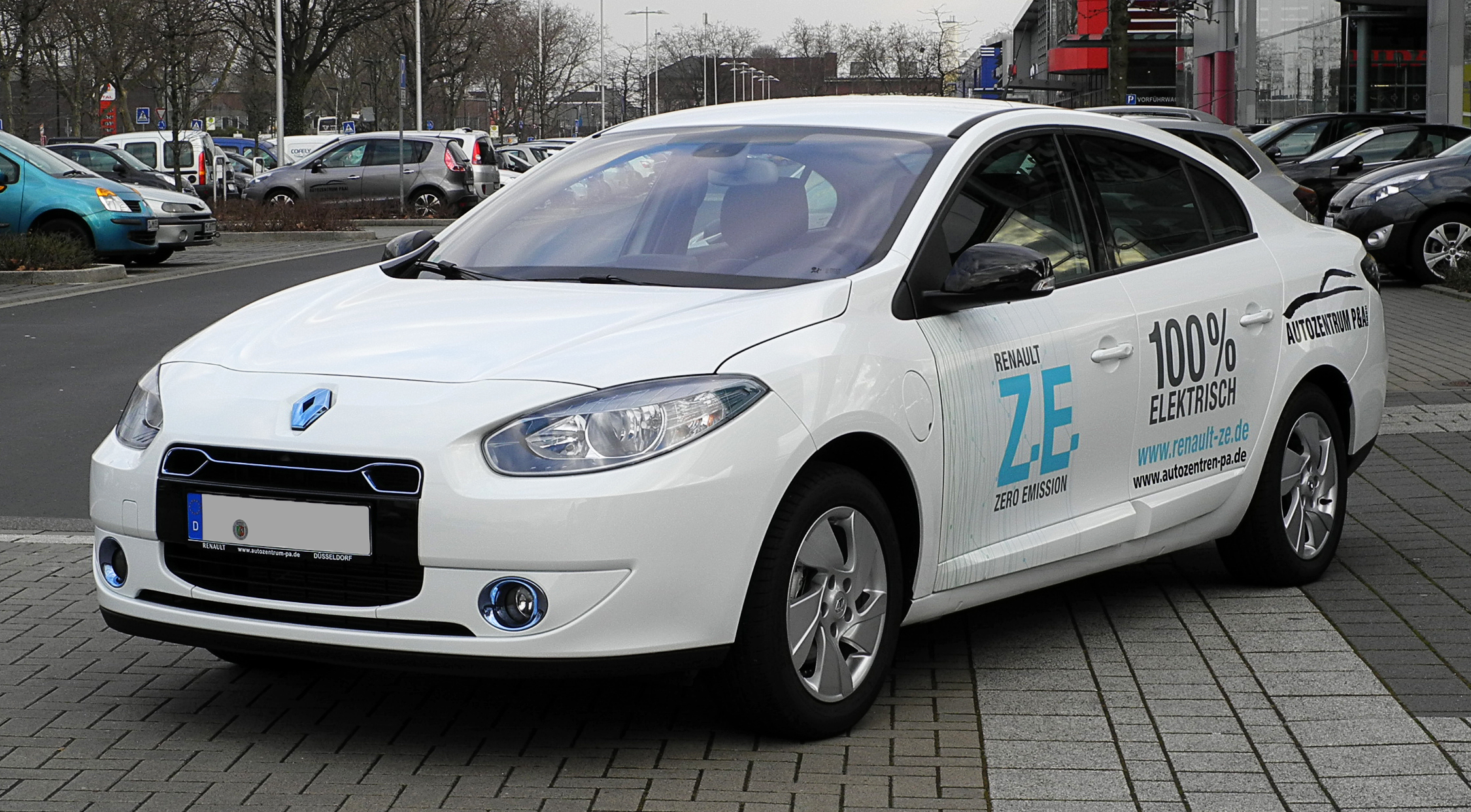
رنو فلوئنس زدئی

رنو در سال ۲۰۰۹ و در نمایشگاه خودروی فرانکفورت از نسخه برقی رنو فلوئنس رونمایی کرد. این محصول یکی از اولین خودروهای رنو در چارچوب برنامه استراتژیک خودروهای برقی این شرکت بود. این خودرو که نام رنو فلوئنس زدئی را یدک می‌کشید از یک باتری ۲۲ کیلو وات ساعت یون لیتیوم بهره می‌برد که توان پیمایش ۱۶۰ کیلومتر با سرعت بیشیه ۱۳۵ کیلومتر بر ساعت را داشت. این خودرو همچنین با نام رنو سامسونگ اس‌ام۳ زدئی در بازار کشور کره جنوبی و کشورهای حوزه اقیانوسیه به فروش می‌رسید.

## فیس‌لیفت

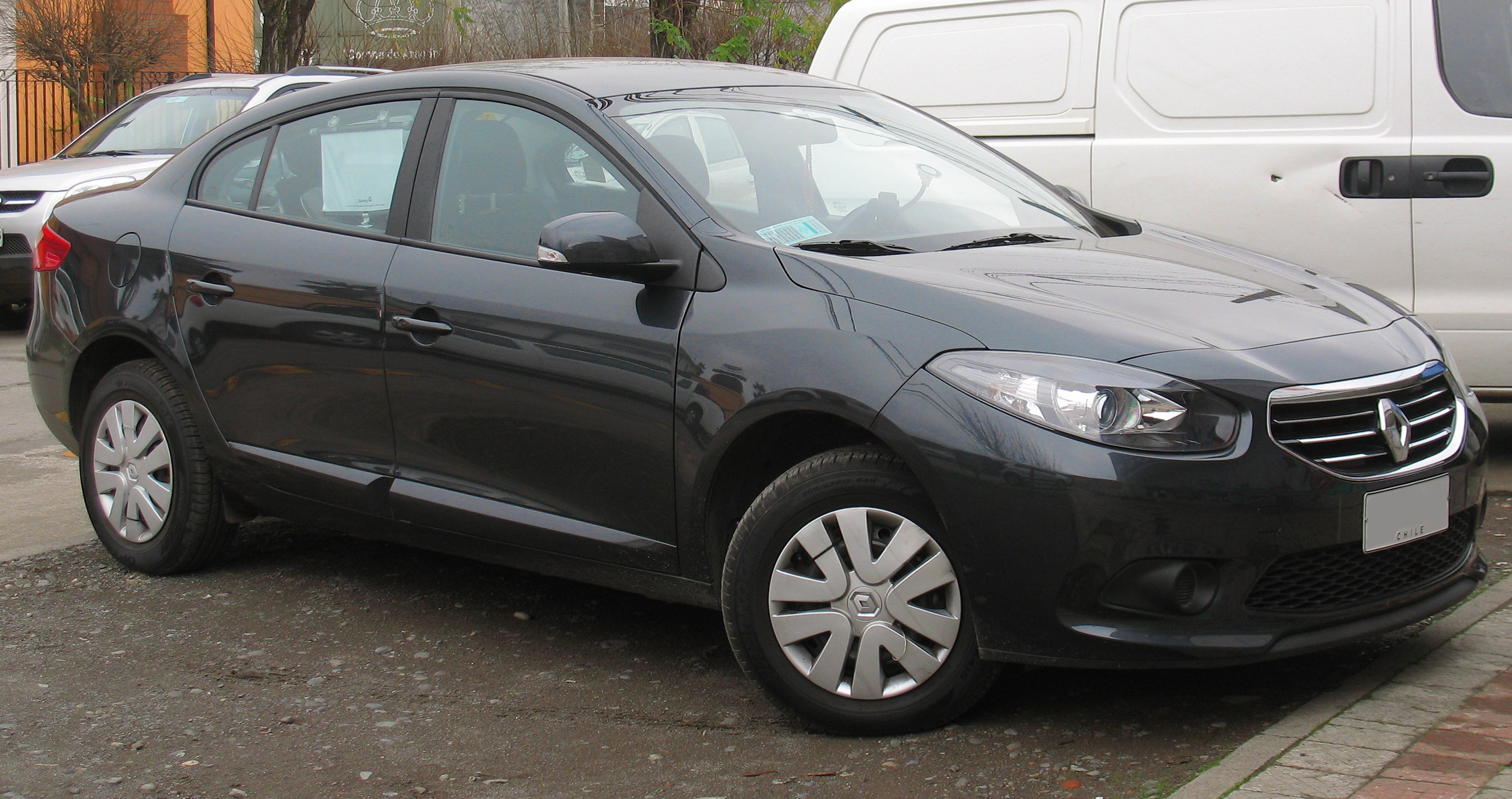
فیس‌لیفت نخست

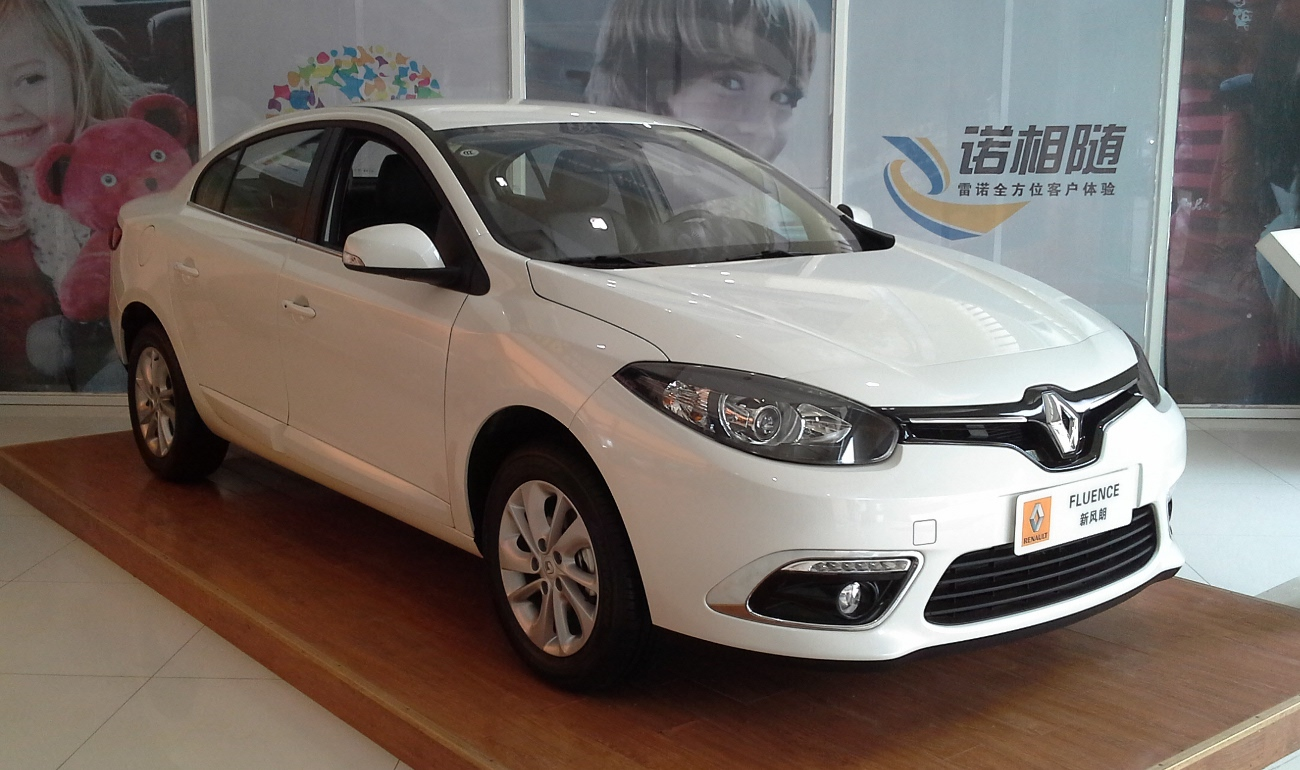
فیس‌لیفت دوم

رنو در سال ۲۰۱۲ و در زمان برگزاری نمایشگاه خودروی استانبول از نسخهٔ فیس‌لیفت شده رنو فلوئنس پرده برداشت که تغییراتی در جلو پنجره خودرو و چراغ‌های پروژکتور آن مشهود بود به علاوه اینکه تغییرات جزئی دیگری هم در ظاهر خودرو اعمال شده بود. در سال ۲۰۱۵ نیز این نسخهٔ فیس‌لیفت شده با چراغ‌های عقب جدیدی از جمله چراغ ترمزهای LED در تبلیغات این شرکت ظاهر شد.

## تجهیزات
رنو فلوئنس در هنگام عرضه از فناوری‌های زیادی برای افزایش راحتی و ایمنی خودرو برخوردار بود. شاسی این محصول رنو و استفاده از سیستم تعلیق مناسب که به خوبی صدا و لرزش‌های وارد به خودرو را مهار می‌کرد و حس راحتی و لذت رانندگی را به سرنشینان و راننده انتقال می‌داد.
طراحی کابین رنو فلوئنس نیز کاملاً ارگونومی و در خدمت راحتی سرنشینان بود. استفاده از صندلی و پشت سری‌های با قابلیت تنظیم زوایه و ارتفاع یکی از این موارد است. کنسول وسط با ظرفیت ۲٫۲ لیتری نیز فضای مناسبی را برای قرار دادن اشیا در اختیار سرنشینان می‌گذارد. همچنین قابلیت تاشو بودن صندلی‌های عقب رنو فلوئنس امکان افزایش فضای بار را نیز برای سرنشینان آن فراهم می‌کند.

### تجهیزات ایمنی
رنو فلوئنس دارای تجهیزات ایمنی مانند ۲ کیسه هوا (در مدل‌های فول ۶ کیسه هوا)، سیستم ترمز ضد قفل (ABS)، سیستم ترمز اضطراری (EBA)، سیستم کنترل پایداری (ESP)، فعال شدن اتوماتیک فلاشرها هنگام ترمز ناگهانی، سیستم شیشه بالابر عقب برقی، پشت سری (Headrest) صندلی‌های جلو و عقب جهت جلوگیری از آسیب دیدگی گردن با قابلیت تنظیم ارتفاع، قفل مرکزی اتوماتیک درها هنگام حرکت و برف پاک کن اتوماتیک مجهز به سنسور باران بود.

### تجهیزات رفاهی
رنو فلوئنس همچنین دارای سیستم تهویه مطبوع اتوماتیک دوگانه، فرمان برقی، سیستم هشدار دهنده موانع عقب، صندلی عقب با سیستم ایزوفیکس، آینه‌های جانبی برقی، سیستم نمایش میزان باد لاستیک، سان روف، ورودی USB و iPod، سیستم صوتی Arkamys و چراغ چشمک زن (راهنما) بر روی آینه‌های جانبی بود.